# 七色のプリズム
「七色のプリズム」（なないろのプリズム）は、日本の女性シンガー・横山ルリカの楽曲。
2015年5月13日にCJビクターエンタテインメントからリリースした、通算5枚目のシングル。楽曲は、ワタナベハジメ (作詞)・石川陽泉 (作曲)の共作。

## 背景・制作
前作「瞬間Diamond」から、11ヶ月振りとなる5thシングル。
楽曲は、ワタナベハジメ（作詞）と、作曲は前作に引き続き石川陽泉が担当し編曲も務めた。カップリング曲も前作に続き、ZAZA所属のクリエイター陣が主体で手掛けている。
表題曲
表題は「七色の輝く虹」をイメージしたもので「様々な行動で、自分の人生が七色に変わっていく」という意味を持たせている。
サウンドは、力強くポジティブな世界観の歌詞に、爽やかなストリングスアレンジされたミドルアップナンバーで、エネルギッシュな楽曲となっている。本人の解説では「自分を変えようと行動する前向きな詩。自分に足りないものを努力する事で、未来が良い方向へ進む様が描かれている。今の自分と重なる部分がある」「前作からの延長線上な楽曲で、勇気を"出して"ではなく"足して"が特徴」だとコメントしている。
収録については、パワフルに歌唱するスタイルが得意なため「抑えながらバランスを取るような歌い方ができなくて、歴代の楽曲の中では最も苦戦した」と述べている。
カップリング曲
全形態に収録されたc/w「紫陽花」は、1stアルバム『ラピスラズリ』収録の曲「Re-Start」から続く、自身3作目の作詞である。女性目線で書いた2作目の作詞曲「初めての恋」から今回は、その後のストーリーを男性目線で書いたと述べている。
通常盤とPlugAir版のみにc/w「明日のために」を収録。R&Bテイストのポップ・ナンバーで、「紫陽花」のストーリーから更なるその後を示唆した、失恋ソングとなっている。

## リリース
楽曲のシングルCDは、初回限定盤A・B・C、通常盤、Loppi・HMV限定PlugAir版の5形態でリリース。初回限定盤A・BにはDVD、初回限定盤Cには特製ブックレットが付属する。PlugAir版は、ローソンHMVエンタテイメント関連店舗と指定イベント会場でのみ、イヤホンプラグ型デバイス『PlugAir』の仕様で限定発売される。同デバイスと初回限定盤BのDVDには、昨年開催した自身初のフルコンサート『プレ・ワンマンライブ』の映像を収録。また、全形態の初回生産分に「イベント参加券」と「応募券」が封入されている。
アートワーク
CDジャケットは全4種。プロジェクタを使用して、顔や衣装に光と色を投影して撮影され、表題をイメージしたフォトとなっている。
特典企画
シングルCDに付与した特典企画を、それぞれ実施している。
- 各形態に封入されている「応募券」全4種を、指定先に締切日まで応募すると、抽選で特典グッズが当たるキャンペーン[15]。
- 特定の店舗のみで、CD盤全4形態を一括購入すると先着で、4形態を収納できる「全4形態収納スリーブケース」の特典プレゼントを実施[15]。
- 各イベント会場でスタンプカードが配布され、1回の握手会参加で押印されたスタンプ8個毎につき、その場で特典を配布。
- 世界初となるPlugAir版のシェア機能を利用した、スマートフォンでシェアする「横山ルリカ 宣伝隊長キャンペーン」が企画され、期間中シェア件数上位5名には、本人直筆サインなどのグッズプレゼントを実施[16]。

## プロモーション
楽曲のプロモーションで、以下のメディアに出演した。
テレビ番組
- めざましテレビ（2015年4月22日、フジテレビ系）
- バズリズム（2015年5月1・8・15・22日、日本テレビ系）
- ありがとッ!（2015年5月8日、テレビ神奈川）
- めざましどようび（2015年5月16日、フジテレビ系）

配信番組
- ニコラジ 公開生放送（2015年5月12日、ニコニコ生放送）
- 横山ルリカ 曲順予想スペシャルライブ（2015年5月15日、2.5D）

ラジオ番組
- 山ちゃん美香の朝ドキッ!（2015年5月4日、HBCラジオ）
- GTR（2015年5月4日、AIR-G）
- The Nutty Radio Show おに魂（2015年5月11日、NACK5）
- You gott@ POWER（2015年5月14日、FM AICHI）
- ナガオカ×スクランブル（2015年5月14日、CBCラジオ）
- カーナビラジオ午後一番!（2015年5月18日、HBCラジオ）
- サブカル・キングダム（2015年5月25日、ZIP-FM）
- MUSIC OF MY HEART（2015年5月30日、FM三重）
- メガコンDJのおねだりミュージック・アワー（2015年5月30日、FM AICHI）
- 乃木坂46 永島聖羅のデリシャス・ミュージック（2015年6月3日、FM AICHI）
- 何でも聞かせてDX（2015年6月8日、FM AICHI）
- 上からも下からもねね!（2015年6月20日、東海ラジオ）

主催イベント
発売を記念したインストアイベントが、以下の日時・場所で実施された。
「ルリカ店長の名刺お渡し会」
- 2015年4月25日 タワーレコード渋谷店 3Fイベントスペース
- 2015年5月2日 HMVエソラ池袋 イベントスペース
- 2015年5月9日 SHIBUYA TSUTAYA 2F特設スペース

「七色のプリズム サイン会」
- 2015年5月12日 池袋ニコニコ本社 ニコぶくろ

プレミアムイベント
HMV ONLINEショップと当日会場のみで取り扱う、CD盤全4形態一括セットの先着購入者に限り、握手会やプレゼント企画も兼ねた「横山ルリカ 曲順予想スペシャルライブ」に参加できる、プレミアムイベントが実施された。

## ミュージック・ビデオ
リリースに先行して、ビクターエンタテインメントのYouTubeチャンネルで、楽曲のショートバージョンが公開され、フルバージョンは初回限定盤AのDVDに収録されている。
「新しい自分を見つけに行く」というテーマで、CDのジャケットアートにも沿った、カラフルなイラストの街路を歩き、表題であるプリズムのような光やレンズフレアを描写した演出がされている。撮影はスタジオで行われ、ランニングマシーンを使用して歩いたシーンを合成したものとなっている。

## ライブ・パフォーマンス
発売記念イベントも兼ねたミニライブが、下記の日時・場所で実施された。表題曲の色に因んだカバー曲をセットリストに組み、ライブ毎に披露している。
｢七色のプリズム｣ 発売記念イベント ミニライブ
- 2015年4月19日 千葉ららぽーとTOKYO-BAY 1F中央広場
- 2015年5月3日 HMV札幌ステラプレイス イベントスペース
- 2015年5月10日 イオンモール福岡伊都 1Fセントラルコート
- 2015年5月13日 お台場ヴィーナスフォート 2F教会広場
- 2015年5月14日 近鉄パッセ 屋上イベントスペース
- 2015年5月16日 東京ドームシティ ラクーアガーデンステージ
- 2015年5月17日 越谷イオンレイクタウンkaze 1F翼の広場

ライブイベント
以下の音楽イベントで、楽曲をライブ披露した。
- 横山ルリカ 曲順予想スペシャルライブ（2015年5月15日、渋谷PARCO 2.5Dスタジオ）
- 音霊 OTODAMA SEA STUDIO 2015『ハダケテ2015'』（2015年7月5日、鎌倉由比ヶ浜・音霊SEA STUDIO）

## メディアでの使用
楽曲は、以下のメディアで使用された。
- 日本テレビ系『バズリズム』2015年5月度POWER PLAY
- テレビ愛知『a-ha-N』2015年5月度POWER PLAY
- 南海放送『ヒ・ト・ミ目線』2015年5月度エンディングテーマ曲

## シングル収録トラック
| #         | タイトル                         | 作詞           | 作曲      | 編曲           | 時間  |
| --------- | -------------------------------- | -------------- | --------- | -------------- | ----- |
| 1.        | 「七色のプリズム」               | ワタナベハジメ | 石川陽泉  | 石川陽泉       | 4:41  |
| 2.        | 「紫陽花」                       | 横山ルリカ     | 飯田清澄  | 木村篤史       | 4:40  |
| 3.        | 「明日のために」                 | 大濱徹         | 大濱徹    | 大濱徹、丸田新 | 4:51  |
| 4.        | 「七色のプリズム」(Instrumental) |                |           |                | 4:41  |
| 5.        | 「紫陽花」(Instrumental)         |                |           |                | 4:39  |
| 6.        | 「明日のために」(Instrumental)   |                |           |                | 4:48  |
| 合計時間: | 合計時間:                        | 合計時間:      | 合計時間: | 合計時間:      | 28:22 |

| #  | タイトル        | 作詞 | 作曲・編曲 |
| -- | --------------- | ---- | ---------- |
| 1. | 「Always」      |      |            |
| 2. | 「Re-Start」    |      |            |
| 3. | 「White Diary」 |      |            |

| #         | タイトル                         | 作詞           | 作曲      | 編曲      | 時間  |
| --------- | -------------------------------- | -------------- | --------- | --------- | ----- |
| 1.        | 「七色のプリズム」               | ワタナベハジメ | 石川陽泉  | 石川陽泉  | 4:41  |
| 2.        | 「紫陽花」                       | 横山ルリカ     | 飯田清澄  | 木村篤史  | 4:42  |
| 3.        | 「七色のプリズム」(Instrumental) |                |           |           | 4:41  |
| 4.        | 「紫陽花」(Instrumental)         |                |           |           | 4:38  |
| 合計時間: | 合計時間:                        | 合計時間:      | 合計時間: | 合計時間: | 18:43 |

| #  | タイトル                        | 作詞 | 作曲・編曲 |
| -- | ------------------------------- | ---- | ---------- |
| 1. | 「七色のプリズム」(Music Video) |      |            |
| 2. | 「七色のプリズム」(Making)      |      |            |

| #  | タイトル         | 作詞 | 作曲・編曲 |
| -- | ---------------- | ---- | ---------- |
| 1. | 「Color」        |      |            |
| 2. | 「君がいたから」 |      |            |
| 3. | 「ナミダボシ」   |      |            |